# Průběh pandemie covidu-19 v Česku (leden 2020 – listopad 2020)
Tato stránka uvádí podrobně informace o průběhu pandemie v Česku. Shrnutí a ostatní související informace jsou na stránce pandemie covidu-19 v Česku.

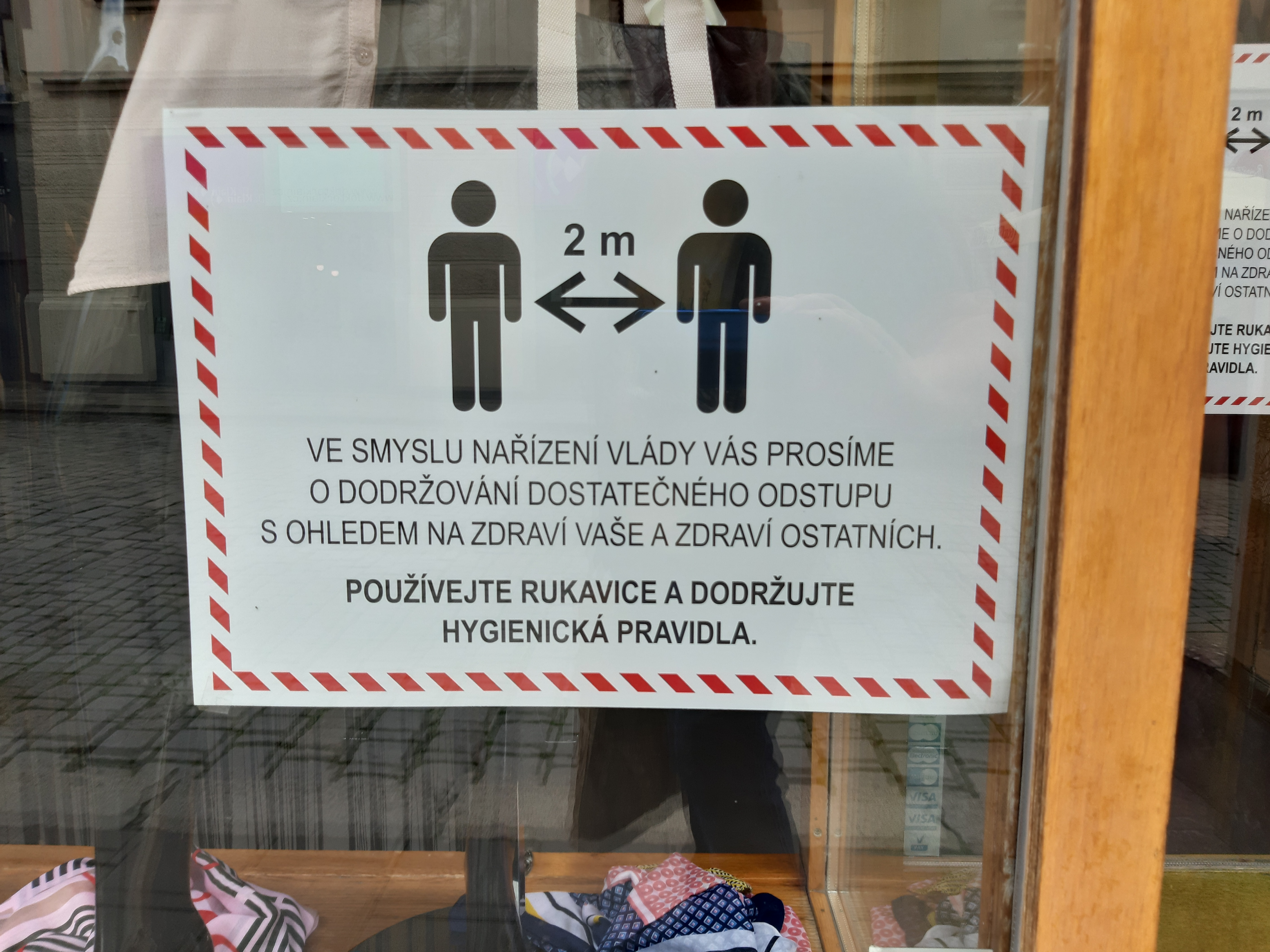
Výzva k dodržování koronavirových pravidel - Olomouc, 25. června 2020

## Leden 2020

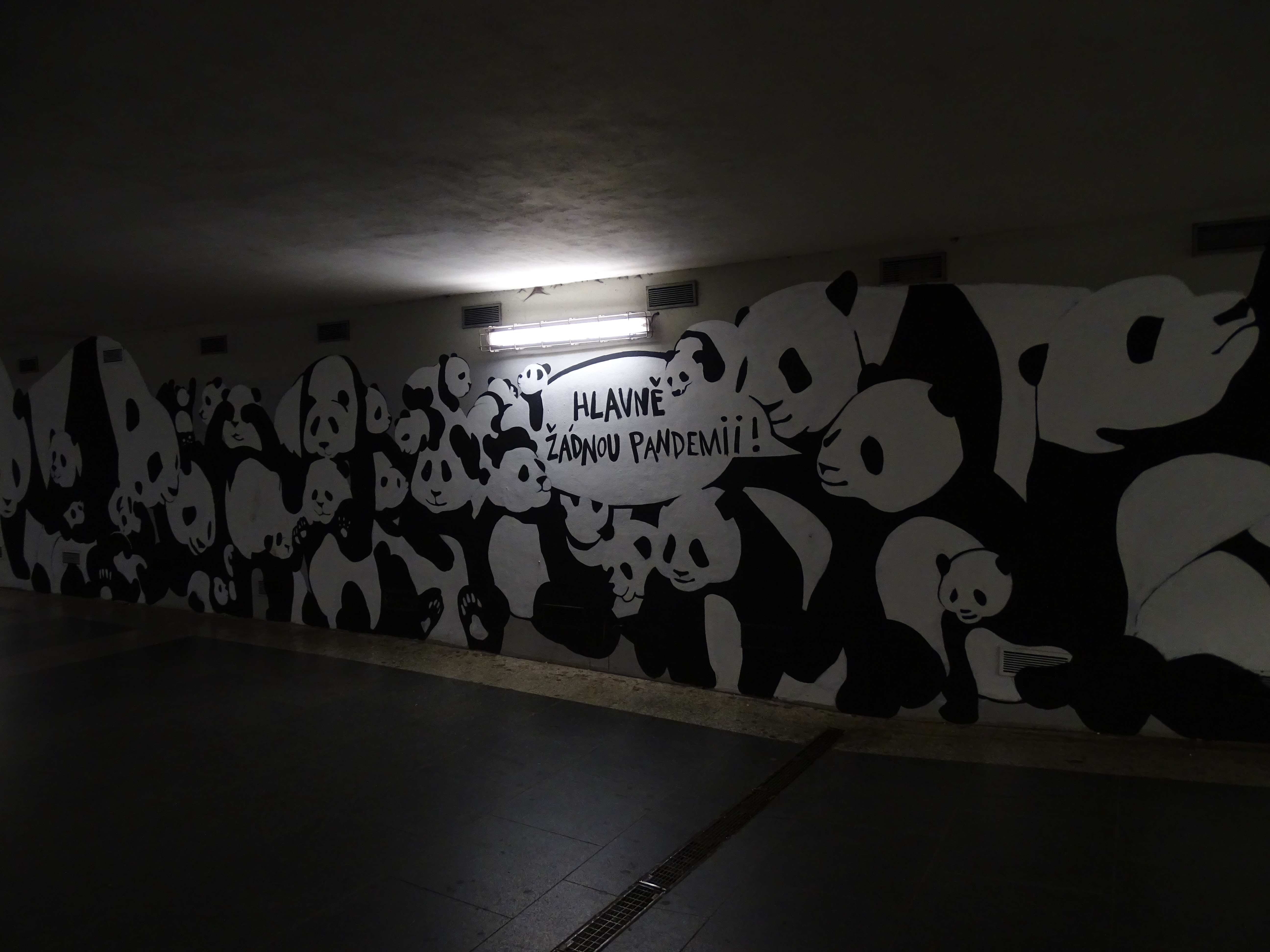
Výmalbu Pandemie navrhla a vytvořila v podchodu u stanice metra Ládví sochařka a výtvarnice Josefína Jonášová v září 2015. Iniciátoři výmalby netušili, že motiv bude jednou tak aktuální.

### Úterý 28. ledna
Poslanec ODS Bohuslav Svoboda 28. ledna žádal v Poslanecké sněmovně konkrétnější informace, jak se příslušné úřady na případnou epidemii připravují. Upozorňoval, že situace se může prudce měnit a že dopady mohou být vážnější, než se zdá. Ministr zdravotnictví Adam Vojtěch odpověděl, že „toto je nový virus, je to nemoc, která dosud není prozkoumána, my nemáme ani úplně detailní informace od Světové zdravotnické organizace o tom, jak přesně se tato nemoc přenáší, jaká je forma přenosu, jestli to je dotekem, kapénkovou infekcí atd., takže zatím skutečně víme poměrně málo.“ Dále ujistil, že „všichni dělají, co mají, všichni vědí, co mají dělat, a není důvod k jakékoliv panice“. Vysvětlil, že v Česku funguje Národní referenční laboratoř, která má dostatečné kapacity. Podle ministra: „Nemyslím si, že je něco, co bychom zanedbali, nebo že bychom nebyli na něco připraveni.“ Dále tvrdil, že situaci ohledně roušek prověřoval u dodavatelů a zjistil, že roušek je dostatek. Návrh na projednání věci nezískal dostatek hlasů, poslanci vládní koalice se hromadně zdrželi hlasování.

### Pátek 31. ledna
Premiér Babiš sklidil od opozičních poslanců kritiku, že nechce zaslat Číně, zasažené koronavirem, zdravotnický materiál, jako roušky a ochranné obleky. Babiš zdůraznil, že sami máme málo a potřebujeme je pro svoje lidi. Po vlně kritiky od opozičních poslanců nakonec vláda schválila pomoc Číně v objemu 4 tun zdravotnického materiálu, který byl dopraven do Vídně a odtud do Číny.

## Únor 2020

### Úterý 4. února
Deník Mladá fronta Dnes zveřejnil 4. února článek ministra zdravotnictví Adama Vojtěcha „Česká koronavirální chřipka“. Ministr v něm sděluje, že k panice zatím není důvod a že mnohem pravděpodobnější zabiják, který na nás číhá, je běžná chřipka. Ujistil veřejnost, že riziko rozšíření epidemie na našem území je velmi nízké a že nemáme podmínky k tomu, aby se tady virus udržel. Napsal, že nemá cenu se bát, ale je třeba být připraven a mít k rizikům nákazy zdravý respekt. Vyhlášení zdravotnické nouze ze strany Světové zdravotnické organizace podle něj zní dramaticky, ale reálně v tuto chvíli pro Českou republiku neznamená nic zásadně nového, protože děláme vše, co dělat máme.

### Středa 5. února
5. února se od 14 hodin konala 55. schůze výboru pro zdravotnictví Poslanecké sněmovny ČR, kde bylo hned prvním bodem programu, publikovaného již 28. ledna, podání informací o opatřeních proti šíření koronaviru zástupcem ministerstva zdravotnictví ČR a Evou Gottvaldovou, hlavním hygienikem ČR. Na jednání byli přítomni jak ministr zdravotnictví Adam Vojtěch, tak tehdejší hlavní hygienička Eva Gottvaldová. Všichni poslanci měli možnost se jednání zúčastnit. Na jednání byl přítomen zástupce Novinek.cz, podle jeho svědectví po úvodním projevu ministra Vojtěcha a jeho výzvě k dotazům zavládlo ticho a projednávání bodu tak bylo zhruba po pěti minutách ukončeno, nikdo z koaličních ani opozičních poslanců nijak nereagoval. Obsah informací podaných na této schůzi představiteli ministerstva nebyl publikován, stejně tak nebylo publikováno žádné usnesení výboru k této podané informaci.

### Čtvrtek 6. února
V pořadu Máte slovo v České televizi s Michaelou Jílkovou vystoupili ministr zdravotnictví Adam Vojtěch (ANO), poslanec Vlastimil Válek z výboru pro zdravotnictví (TOP09), hlavní hygienička Eva Gottvaldová, epidemiolog Rastislav Maďar, vedoucí Centra epidemiologie a mikrobiologie SZÚ Barbora Macková a sinolog Jiří Hudeček. V rámci pořadu zazněly výroky hlavní hygieničky a ministra zdravotnictví, které vylučovaly hrozbu většího rozšíření epidemie v Česku, výrok Barbory Mackové, že se snažíme být připraveni a že není nutné se děsit, výroky Vlastimila Válka a Rastislava Maďara, které především podezíraly Čínu z masového zatajování, a výrok sinologa Jiřího Hudečka, že v Číně je celková hygienická situace mnohdy dost špatná. Závěrem moderátorka shrnula průběh diskuse, že není důvod k panice, že mnohem horší je chřipka a že koronaviru se bát nemusíme. Epidemiolog Rastislav Maďar dodal, že se nemusíme bát ani cestovat do Asie ani po Evropě, jen Číně by se vyhnul.

### Čtvrtek 27. února

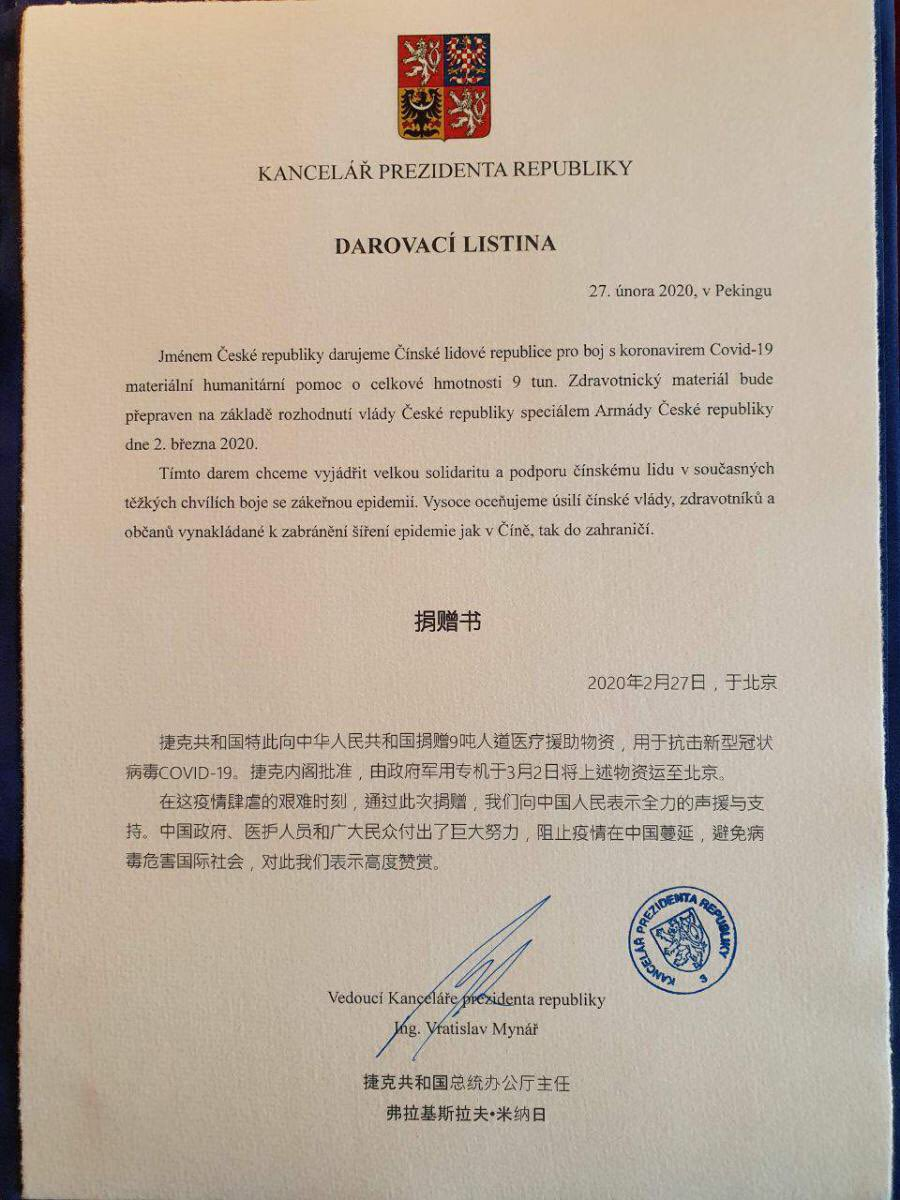
Darovací listina Čínské lidové republice pro boj s nemocí covid-19

Vedoucí Kanceláře prezidenta republiku Vratislav Mynář jednal v Číně s čínským vicepremiérem Chu Čchun-chuou o české humanitární pomoci. Předal darovací listinu týkající se humanitární pomoci o hmotnosti devět tun, která obsahuje zdravotnický materiál.

### Pátek 28. února
V pořadu České televize Studio ČT24 uklidňoval mluvčí jedné z českých cestovních kanceláří klienty, že lyžařská střediska v severní Itálii fungují naprosto běžným způsobem a bez jakýchkoliv omezení.

## Březen 2020
Dne 1. března byla epidemie covidu-19 na území republiky potvrzena a postupně nabírala na síle. Stát přijímal stále přísnější opatření na její omezení včetně vyhlášení nouzového stavu 12. března. Tato etapa byla charakterizována také velkým nedostatkem ochranných pomůcek pro zdravotníky i celou populaci a jejich improvizovanou výrobou.

### První dekáda
Neděle 1. března
Ministr zdravotnictví Adam Vojtěch uvedl, že Národní referenční laboratoř potvrdila tři případy covidu-19. U muže, který se vrátil z mezinárodní konference, u americké turistky studující v Miláně a lyžaře v Ústí nad Labem. Dva pacienti byli léčeni v pražské nemocnici Na Bulovce a nakažený z Ústí nad Labem byl rovněž převezen do pražské nemocnice. Všechny tři případy byly spojeny se severní Itálií.
Úterý 3. března
Byl oznámen další nakažený, žena z Ekvádoru, která studuje v Miláně, kamarádka americké turistky.
Rada bezpečnosti státu přijala několik opatření proti šíření koronaviru. Mezi ně patří pozastavení letů ze severní Itálie a Jižní Koreje nebo zákaz návštěvy Světového poháru v biatlonu.
Ministerstvo zdravotnictví zakázalo s platností od 4. března vývoz všech respirátorů typu FFP3 a také zakázalo prodej těchto respirátorů všem mimo zdravotnická a sociální zařízení, orgány ochrany veřejného zdraví, složky integrovaného záchranného systému a další orgány státní správy.
Středa 4. března
Testy ženy, která se nelegálně nechala testovat v soukromé laboratoři, byly potvrzeny jako pozitivní.
Ministerstvo financí zakázalo vývoz respirátorů z území ČR a stanovilo maximální cenu za respirátor FFP3. V případě respirátorů vyrobených v EU úřad stanovil maximální cenu pro konečné spotřebitele na 175 Kč bez DPH. U respirátorů vyrobených mimo EU je limit stanoven na 350 Kč bez DPH.
Čtvrtek 5. března
Vláda změnila pravidla na testování koronaviru. Od tohoto dne se testy provádí i osobám, které nevykazují příznaky nemoci a nebyly v oblasti označené jako riziková. Provést tuto změnu vládu přiměl hlavně případ ze 4. března (případ č. 6), kdy ženu odmítli testovat, přestože vykazovala příznaky nemoci. Žena se vrátila ze severní Itálie, ale nenavštívila oblast označenou jako riziková. Nechala si udělat testy v soukromé laboratoři a tam se nákaza potvrdila.
Zároveň ministerstvo zdravotnictví s platností od 6. března 2020 zakázalo vývoz dezinfekčních prostředků do zahraničí. Jediný, kdo může dezinfekce vyvážet, jsou samotní výrobci. Výjimku tvoří také vyvezení „přiměřeného množství pro osobní potřebu“.
Pátek 6. března
Stejná soukromá (specializující se na veterinární testy) laboratoř, která potvrdila případ ženy z Prahy 6 ze 4. března, provedla další test s pozitivním výsledkem. Vzorky musela přezkoumat referenční laboratoř Státního zdravotního ústavu, kde také vyšly pozitivní. Jedná se celkem o 13. potvrzený případ v Česku a o 1. zaznamenaný přenos z osoby na osobu na území ČR.
Ministerstvo zdravotnictví vydalo mimořádné opatření s platností od 7. března 2020. Nařizuje povinnou 14denní karanténu pro všechny české občany, kteří se vrátili z Itálie. Po dobu karantény mají nárok na nemocenskou a mohou pracovat z domova. V případě nedodržení karantény jim hrozí pokuta až 3 miliony Kč.
Sobota 7. března

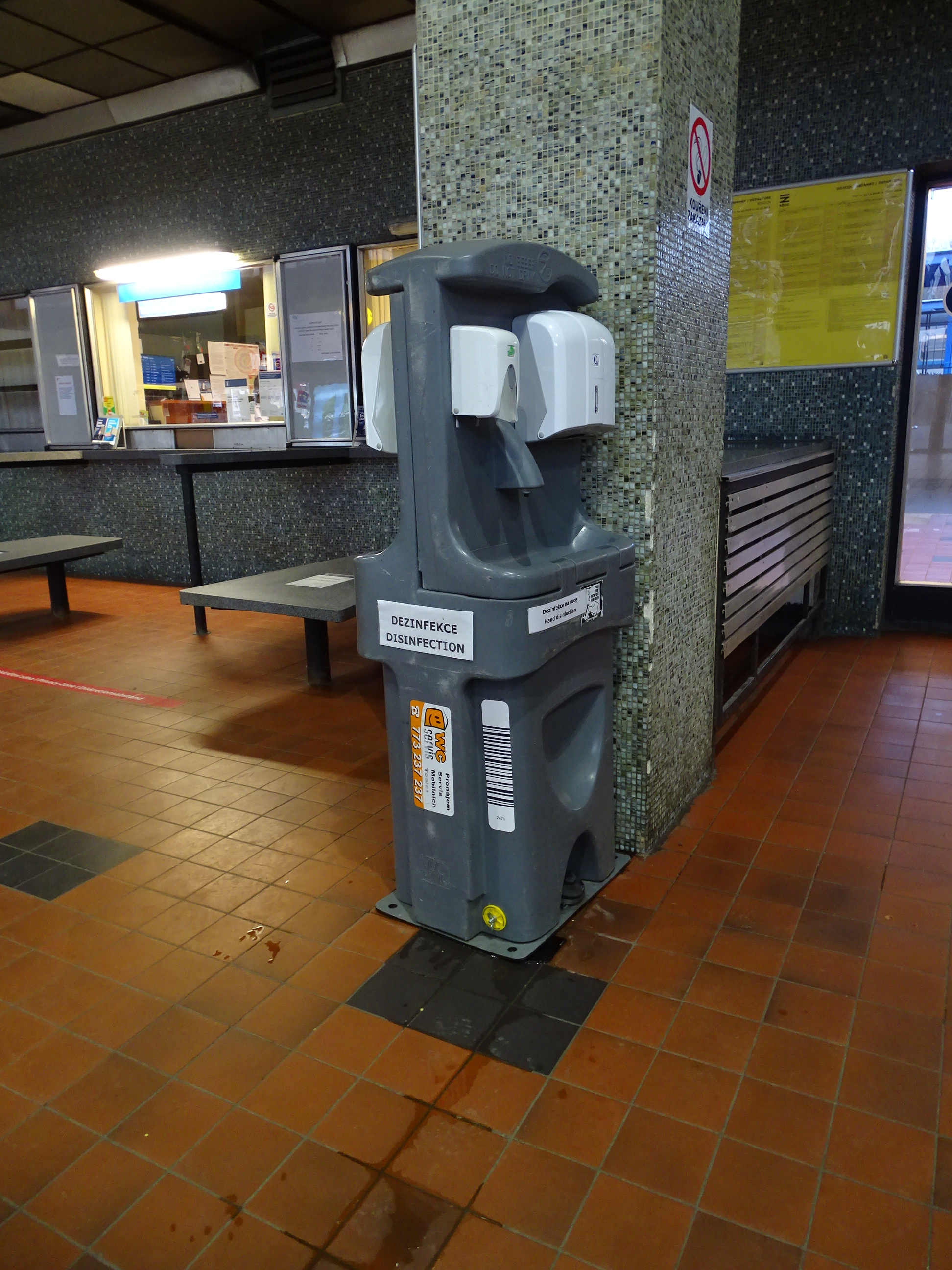
Kolem 7. března začala Správa železnic rozmisťovat na větších nádražích dezinfekční stojany

Krizový štáb ČR poupravil znění mimořádného opatření, které 6. března původně vydalo Ministerstvo zdravotnictví. Opatření českým občanům a cizincům s trvalým nebo přechodným pobytem v Česku nebo cizincům v Česku zaměstnaným nařizuje ohlásit se po návratu z jakéhokoliv regionu Itálie po telefonu nebo e-mailem svému lékaři, který musí rozhodnout o 14denní karanténě. V případě porušení karantény hrozí pokuta až 3 miliony Kč. Výjimku tvoří strojvedoucí vlakových spojů a piloti letadel pod podmínkou, že neopustí palubu letadla, s výjimkou předletové a meziletové kontroly.
Pondělí 9. března
V 7.00 ráno zahájily složky integrovaného záchranného systému akci „korona“. Na deseti nejfrekventovanějších hraničních přechodech (konkrétně: Rozvadov (dálnice D5); Strážný (I/4); Pomezí nad Ohří (I/6); Cínovec (I/8); Folmava (silnice I/26); Železná Ruda (I/27); Dolní Dvořiště (I/3); Hatě (I/38); Mikulov (I/52); Břeclav (I/55)) rozdávali informační letáky o tom, co mají lidé dělat, jestliže na sobě zpozorují nějaké příznaky onemocnění covid-19. Prováděli také namátkové měření tělesné teploty řidičů. Pokud bude naměřená teplota vyšší než 38 °C, bude pacient transportován do nemocnice, kde podstoupí testy na koronavirus. Teplota vyšší než 38 °C byla zaznamenána již několikrát a všichni byli převezeni do nemocnice, kde podstoupili testy.
Ministerstvo zdravotnictví rovněž vyhlásilo plošný zákaz návštěv v lůžkových odděleních nemocnic. Toto opatření se nevztahuje na nezletilé pacienty, pacienty s omezenou svéprávností a rodičky.
Na cestě do Česka byli i čtyři Češi, kteří byli v zahraničí propuštěni z izolace. Jednalo se o ženu, jež byla na ostrově Tenerife, a trojici Čechů, která se vraceli z Ázerbájdžánu. Několik českých občanů se ocitlo v izolaci na výletní lodi poblíž Singapuru.
Úterý 10. března
Premiér Andrej Babiš také oznámil, že počínaje 11. březnem budou všechny základní, střední, vyšší odborné a vysoké školy v České republice uzavřeny do odvolání. Jazykové školy s právem státní jazykové zkoušky, základní umělecké a mateřské školy být zavřené nemusí, ale je jim to také doporučováno. Od 10. března 2020 od 18.00 byly zakázány akce s účastí nad 100 osob.
Ministerstvo zdravotnictví vydalo další mimořádné opatření (druhé tento den). Cizinci, kteří překročí hranice ČR, budou kontrolováni na příznaky infekčního onemocnění s možností udělení karantény. Doposud to bylo možné pouze pro osoby s trvalým či přechodným pobytem v ČR včetně v Česku pracujících cizinců a nyní se takovýto postup týká i běžných turistů.
S pomocí České pošty byla zahájena informační kampaň vlády, která má za cíl informovat občany a potlačit dezinformace. Rozesláno bylo více než 5 milionů letáků.

### Druhá dekáda
Středa 11. března
Ráno oznámil ministr zdravotnictví Adam Vojtěch další případ. Jde o ženu z Plzeňského kraje, která má vazbu na Itálii. Zcela nové případy také ohlásil Jihomoravský kraj. Virus byl nalezen u dalších několika lidí, většina měla také vazbu na Itálii.
Odpoledne se objevil první pacient nakažený nemocí covid-19 s těžším průběhem. Hospitalizován byl na jednotce intenzivní péče v Nemocnici Na Bulovce v Praze. Byla mu zavedena umělá plicní ventilace.
Náměstek ministra zdravotnictví Roman Prymula odhadl že, počet nakažených by do konce týdne mohl stoupnout na 200 až 400. Pokud by počet nakažených dále strmě rostl, je podle ministra zdravotnictví Česká republika připravena zavřít hranice.
Na Pražském hradě se setkali nejvyšší ústavní činitelé a mimo jiné se zabývali epidemií.
Petr Husa, přednosta Kliniky infekčních chorob Fakultní nemocnice Brno, 11. března pro iDNES.cz řekl, že by uzavřel i nákupní centra.
Náměstek ministra zdravotnictví Roman Prymula v televizi uvedl, že je žádoucí, aby čeští občané vůbec necestovali, a že pokud by šíření viru nadále rychlým tempem pokračovalo, je na místě uvažovat o omezení hromadné dopravy i pohybu lidí ve veřejném prostoru a budou uzavřeny státní hranice. Armáda je v pohotovosti kvůli případnému dohledu nad migrací obyvatel.
Čtvrtek 12. března
Ministr vnitra Jan Hamáček deklaroval, že v rámci své působnosti rozhodne o zavedení hraničních kontrol na hranicích s Německem a Rakouskem.
Ministr vnitra Jan Hamáček již ráno na svém twitterovém účtu uvedl, že není na co čekat a vláda by dnes měla rozhodnout o vyhlášení nouzového stavu. Stejný návrh prosazoval již 2. března, kdy se k němu však mnoho politiků včetně Andreje Babiše stavělo rezervovaně až odmítavě.
Ministr vnitra Jan Hamáček uvedl, že premiérovi Andreji Babišovi již několikrát neúspěšně navrhoval, aby svolal Ústřední krizový štáb, v jehož čele by stál ministr vnitra. Na otázku, zda hlavním důvodem, proč štáb stále nebyl svolán, není to, že by klíčovou osobou byl on a nikoli premiér, ministr odvětil: „Bez komentáře.“
Vláda odvolala hlavní hygieničku Evu Gottvaldovou. O tomto kroku se uvažovalo kvůli jejímu nedostatečnému vzdělání už na přelomu ledna a února 2020. Věc se řešila i v souvislosti s projednávanou novelou zákona o ochraně veřejného zdraví. Funkci po Gottvaldové  převzala Jarmila Rážová, ředitelka středočeské hygienické stanice.
Vláda České republiky vyhlásila ve 14.00 nouzový stav. Přijata byla mimo jiné následující opatření:
- zákaz všech veřejných i soukromých akcí s více než 30 účastníky; výjimkou jsou zasedání či schůze ústavních orgánů, orgánů veřejné moci či soudů a pohřby
- omezení otevírací doby restauračních zařízení, která musí být zavřená mezi 20.00 a 6.00
- zákaz vstupu veřejnosti do posiloven, na koupaliště, do bazénů, solárií, saun, hudebních a sportovních klubů, zábavních zařízení, wellness, knihoven, galerií; tento zákaz se netýká venkovních sportovišť
- od páteční půlnoci se zavádí na německé a rakouské hranici hraniční kontroly, přechod bude možný jen na 11 stanovených hraničních přechodech;
- zákaz vstupu pro občany z rizikových zemí: Číny, Jižní Koreje, Íránu, Itálie, Francie, Španělska, Německa, Švýcarska, Norska, Dánska, Holandska, Švédska, Velké Británie, Belgie a Rakouska
- zákaz cestování českých občanů do zmíněných rizikových zemí
- zákaz přeshraniční osobní dopravy v dopravních prostředcích s kapacitou nad 9 osob – především tedy osobní autobusové a vlakové dopravy

Pátek 13. března

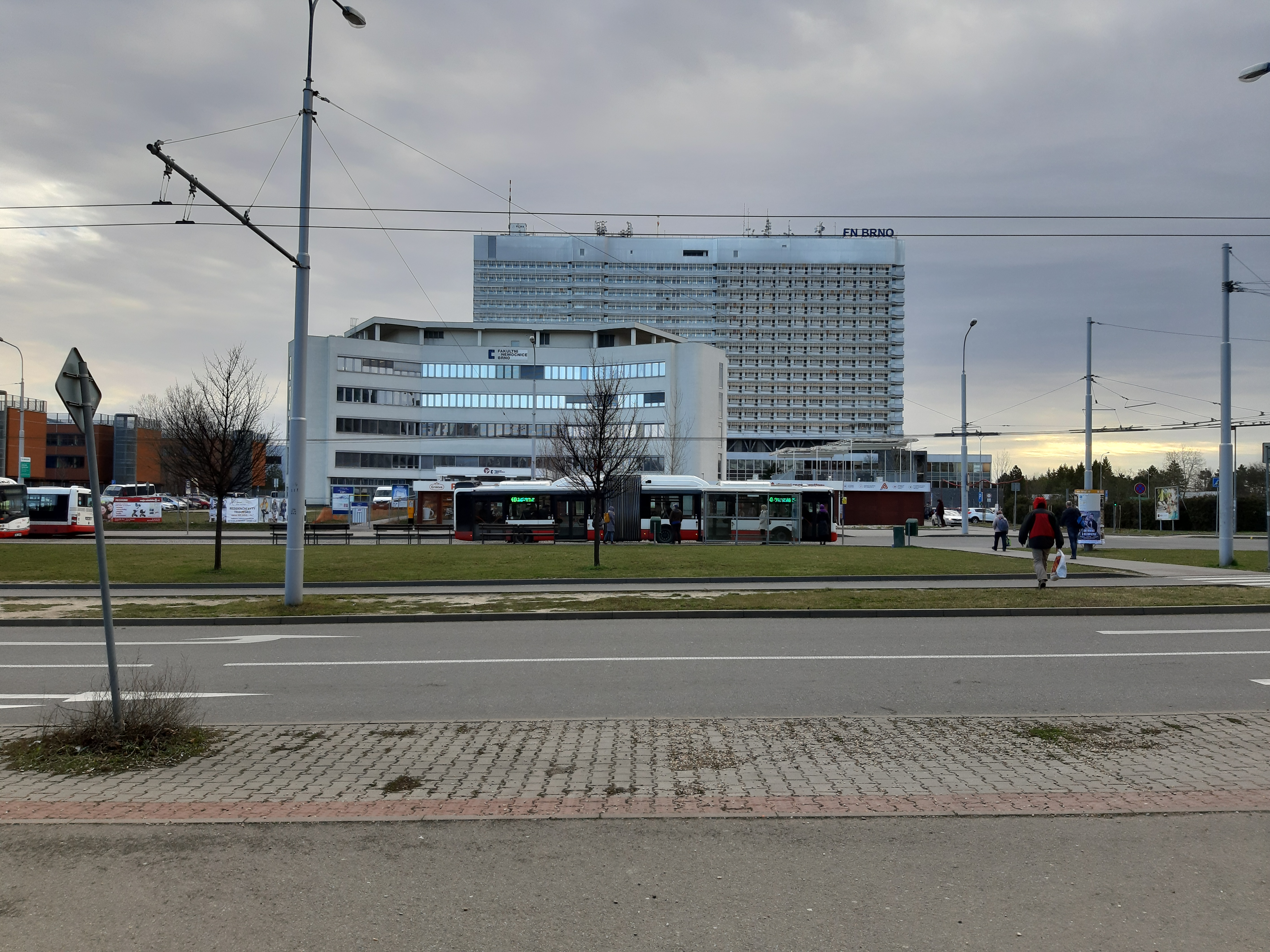
Brněnská Nemocnice Bohunice byla 13. března 2020 ochromena kyberútokem. Vzhledem k vyhlášenému stavu nouze (a faktu, že se tato nemocnice podílí na testování vzorků krve u osob s podezřením na nákazu COVID-19) hrozí pachateli (či pachatelům) až výjimečný trest.

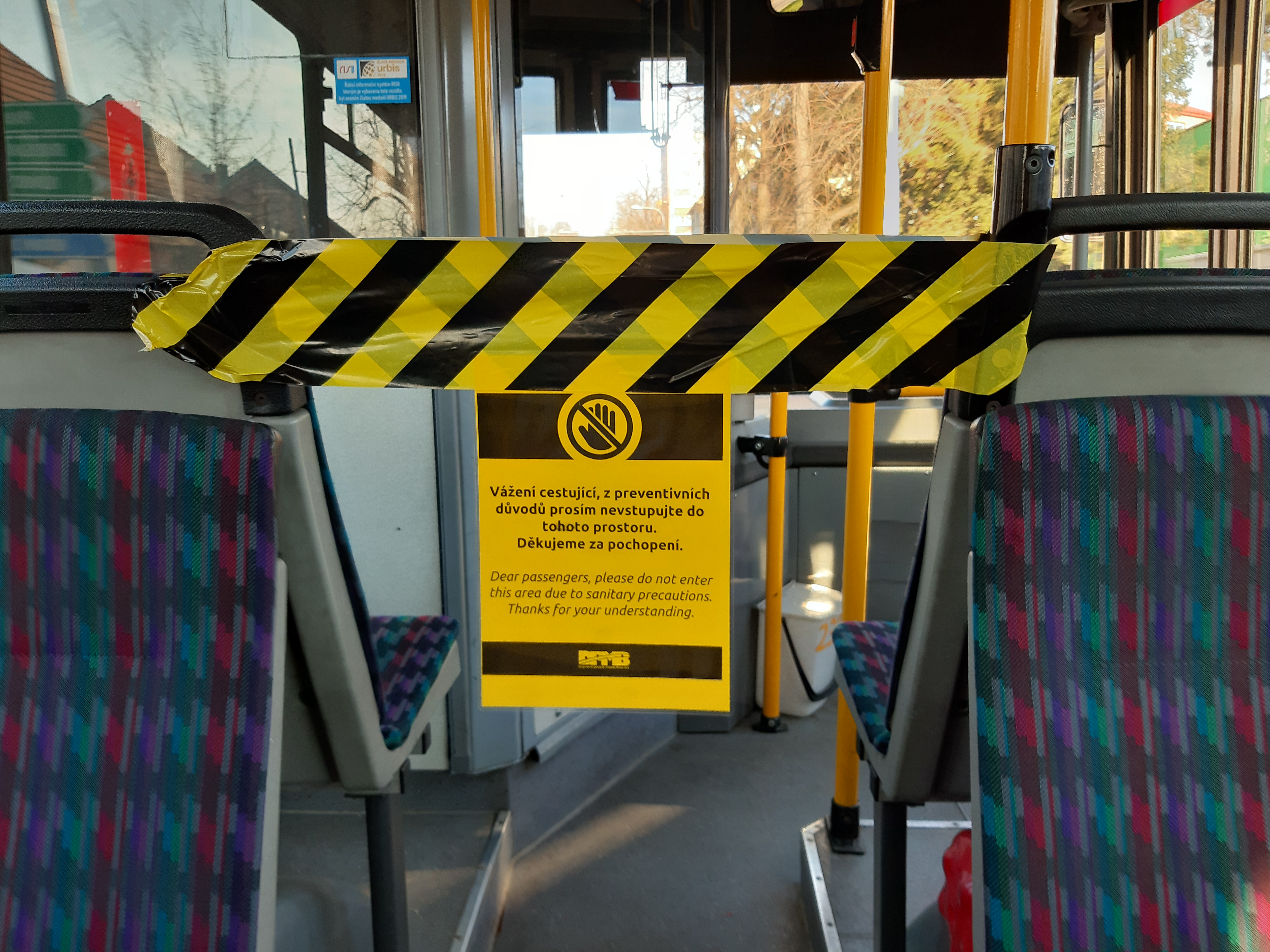
Od pátku 13. března 2020 byl v brněnské MHD zrušen doplňkový prodej jízdenek u řidiče a pro cestující uzavřeny přední dveře a prostor v blízkosti kabiny řidiče

Po dopoledním jednání vlády bylo oznámeno, že od půlnoci z neděle na pondělí Česká republika uzavře své státní hranice. Začal platit úplný zákaz vstupu cizích státních občanů na území České republiky, s výjimkou osob majících zde trvalý pobyt nebo povolení k přechodnému pobytu na více než 90 dnů. Zároveň byl zaveden zákaz vycestování českých státních občanů mimo území České republiky. Z opatření jsou vyjmuty osoby nezbytné k zajištění řádného fungování státu, tedy například řidiči kamionů, autobusů, vlaků či příslušníci záchranných sborů.
Vláda schválila návrh na zařazení covidu-19 na seznam nakažlivých nemocí, jejichž šíření je trestným činem. Za úmyslné šíření nemoci může být pachatel potrestán nepodmíněným trestem odnětí svobody až na 12 let.
Sobota 14. března

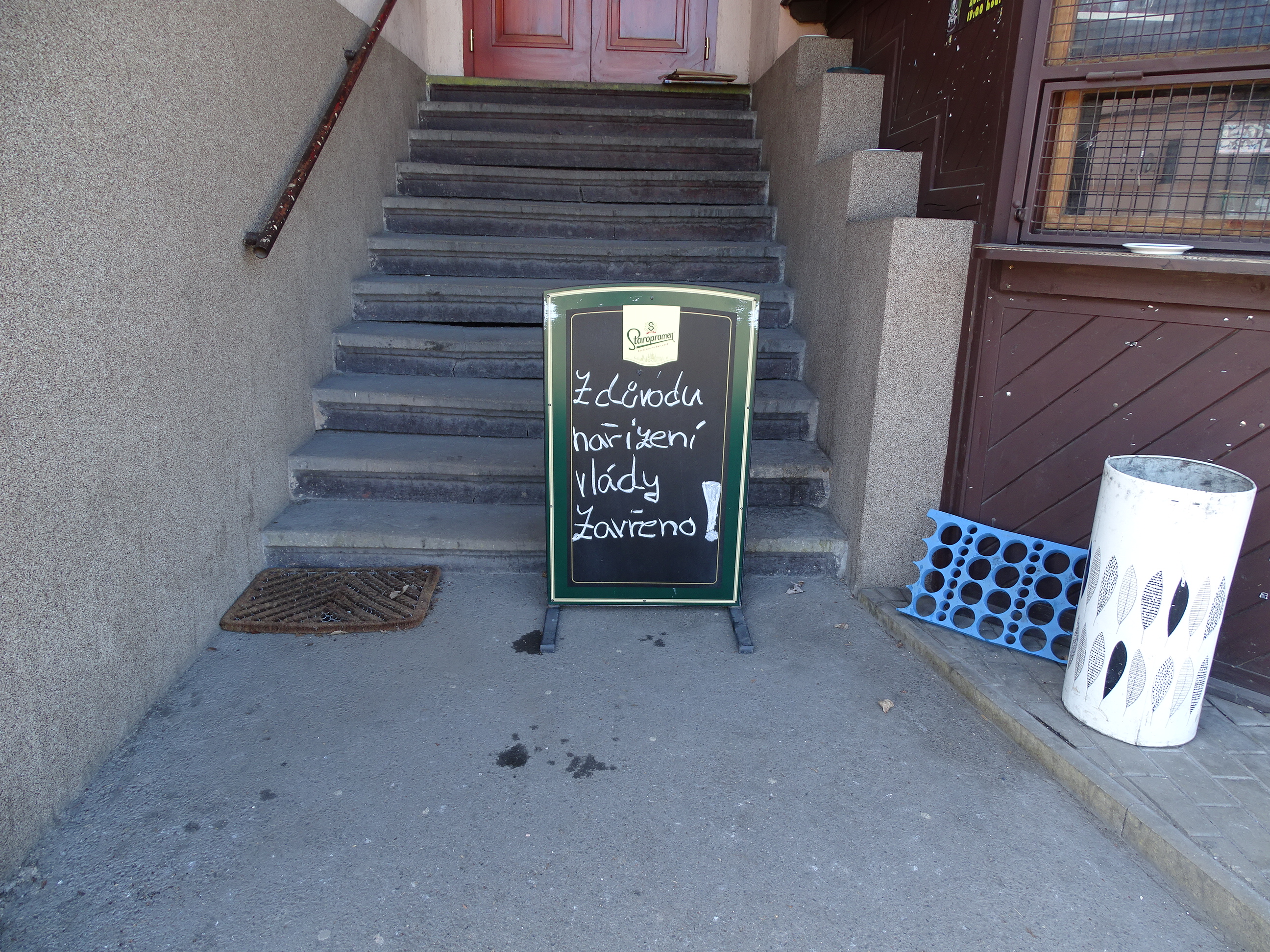
Od 14. března byl zaveden zákaz pobytu v restauračních zařízeních

Na nočním jednání vláda rozhodla, že s platností od sobotních 6.00 bude zakázán provoz restaurací a obchodů s výjimkou potravin, lékáren, drogerií, čerpacích stanic či prodejen zboží denní potřeby. Opatření má platit 10 dní.
Neděle 15. března
Ministerstvo zdravotnictví zřídilo informační linku 1212 a testuje online chatbota.
Vláda omezila pohyb občanů od půlnoci 16. března do 24. března 6.00 ráno. Taktéž byl aktivován Ústřední krizový štáb, jehož předsedou byl jmenován náměstek ministra zdravotnictví a epidemiolog Roman Prymula. Předtím vláda změnila Statut ústředního krizového štábu.
Pondělí 16. března

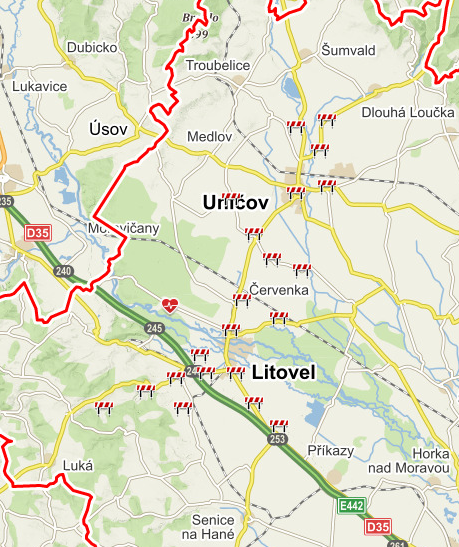
Vyznačení obcí dotčených uzavřením 16.–29. března 2020

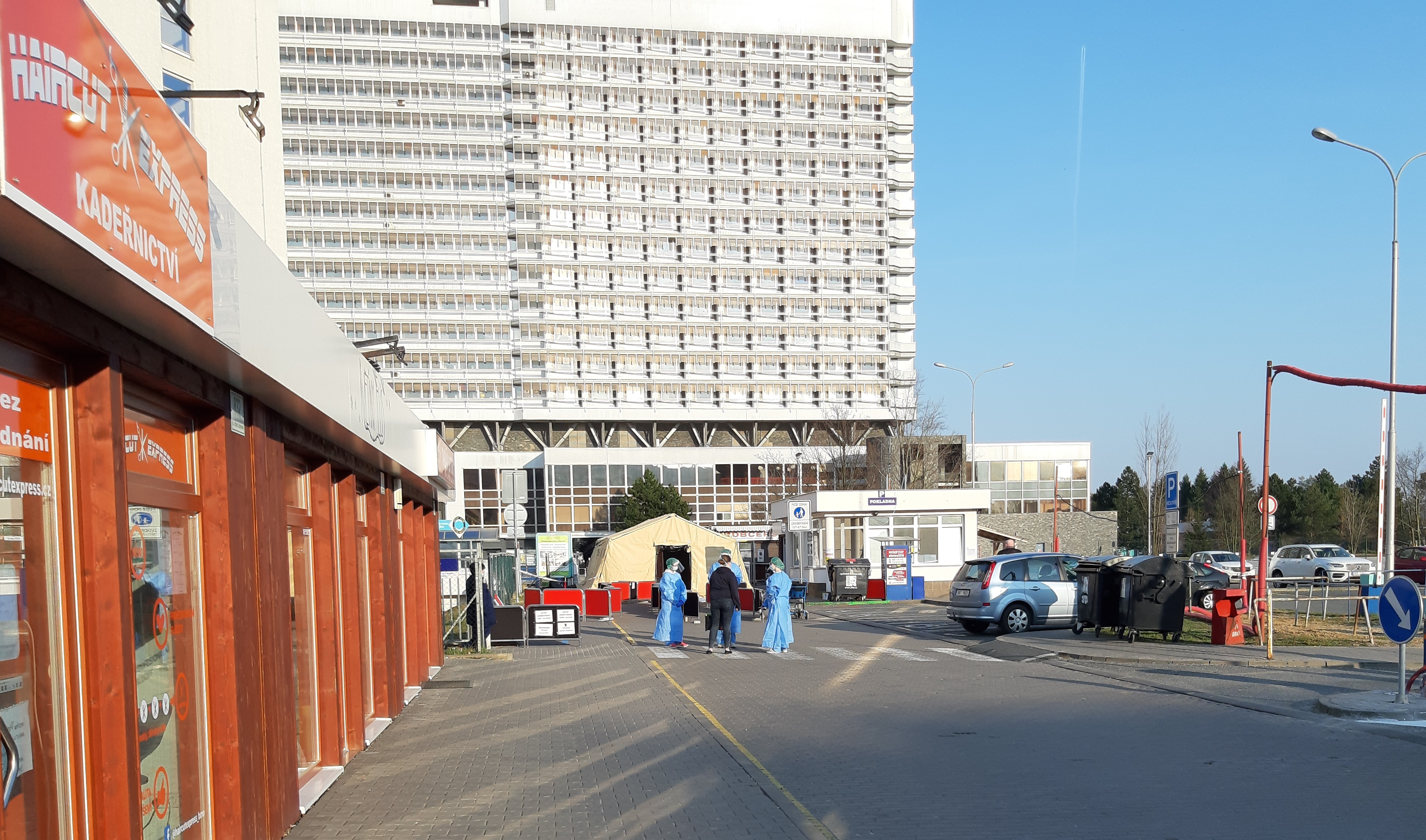
Vstup do Nemocnice Bohunice v časech COVID-19 (18. březen 2020)

Časně ráno hygienici kvůli koronaviru uzavřeli obce Litovel, Uničov a Červenka na Olomoucku. Celkový počet nakažených v této oblasti stoupl na 18. Před polednem byla kvůli čtyřem případům a zvýšenému riziku šíření nákazy uzavřena obec Kynice.
Ústřední krizový štáb poprvé od počátku jednal, a to formou elektronického propojení, tedy každý člen štábu ze svého pracoviště. Má se scházet minimálně dvakrát týdně formou telefonické konference. Užší část štábu se má scházet častěji.

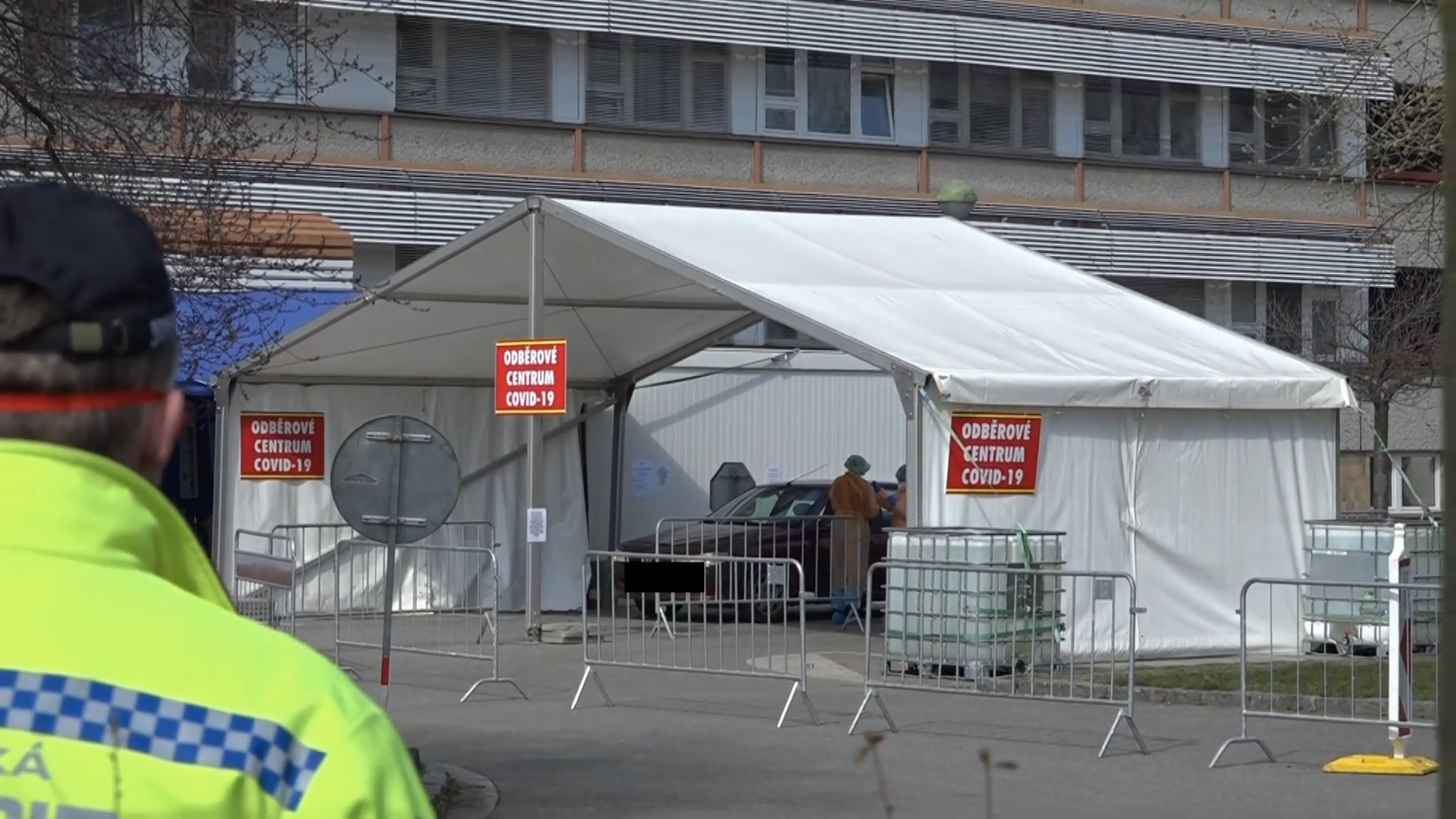
Stan před budovou Fakultní nemocnice Hradec Králové sloužící jako drive thru odběrové centrum pro testování na covid-19

Předseda Ústředního krizového štábu Roman Prymula na tiskové konferenci popsal způsob distribuce ochranných prostředků, které mají být letadly dopravovány na letiště v Pardubicích. Distribuci zdravotnickým zařízením zajistí ministerstvo zdravotnictví, distribuci ostatním subjektům ministerstvo vnitra, bezplatnou distribuci občanům zajistí obce s rozšířenou působností. Rozdávání roušek v dopravních prostředcích bylo zavrženo. Koncem týdne mají roušky dostat pracovníci ohrožených profesí, jako prodavači v supermarketech nebo vlakoví průvodčí.
Česká národní banka na mimořádném zasedání snížila o půl procentního bodu základní úrokovou sazbu. Zároveň nařídila bankám, aby se vzhledem k nejistotě ohledně dalšího ekonomického vývoje s okamžitou platností zdržely jakékoli výplaty dividend či jiných kroků, které by mohly ohrozit jejich odolnost. Česká koruna na snížení základní úrokové sazby reagovala prudkým oslabením, klesla až k úrovni 27,20 za euro. Podle guvernéra ČNB Jiřího Rusnoka lze očekávat prudký obrat v inflaci, prudký pokles cen, samozřejmě s nějakým zpožděním.
Úterý 17. března

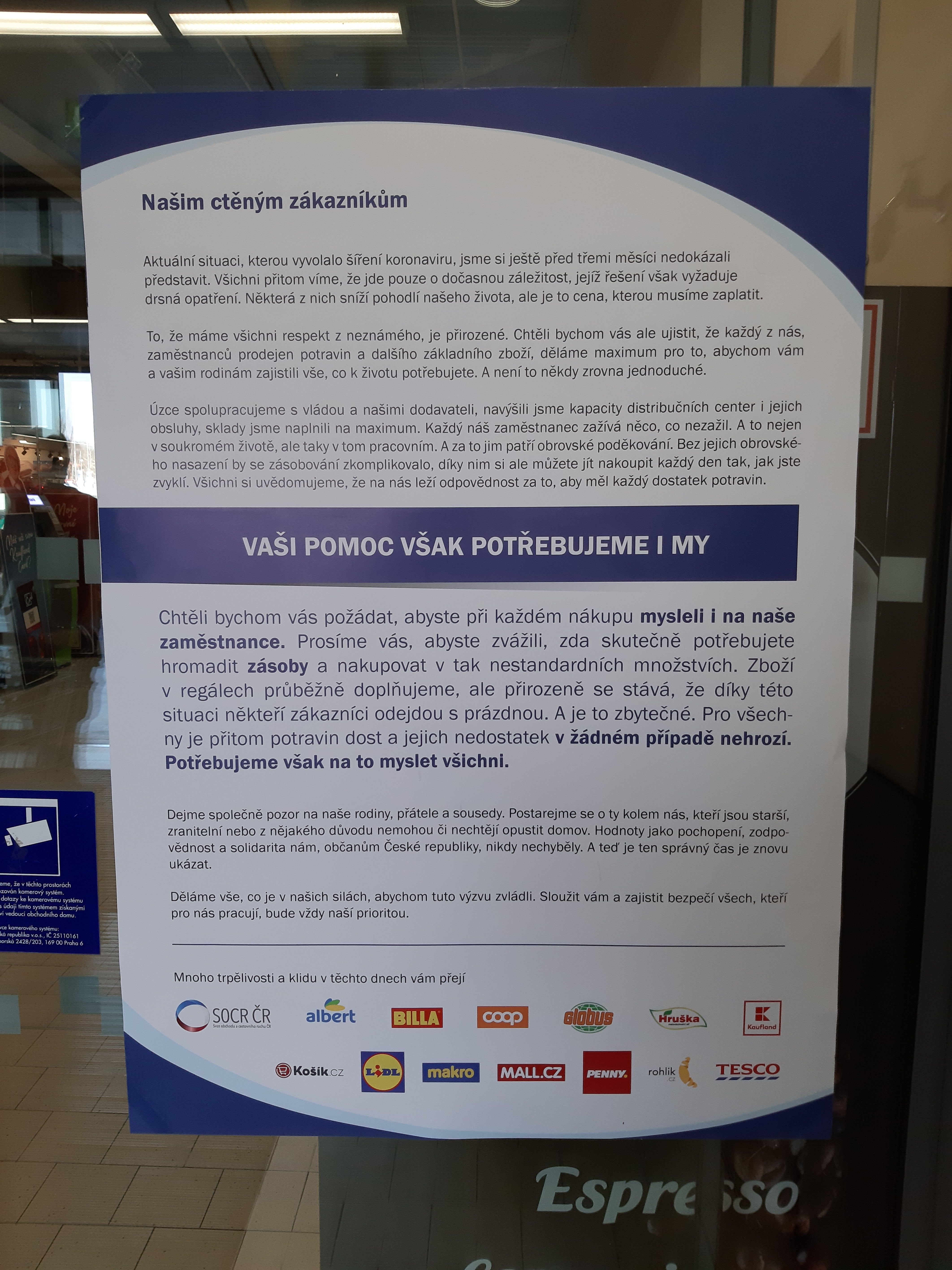
Vzhledem k situaci začali lidé z obav o zásobování masově vykupovat obchody. Zde jsou nabádáni, ať toho zanechají.

V Česku jsou tři pacienti v kritickém stavu. Jeden muž ve vážném stavu je ve Všeobecné fakultní nemocnici v Praze na Klinice anesteziologie, resuscitace a intenzivní medicíny VFN Praha, připojený na mimotělní membránovou oxygenaci (ECMO).
Technická univerzita v Liberci zahájila výrobu roušek z nanovláken, vyráběných pomocí technologie Nanospider. Ministerstvo zdravotnictví dočasně povolilo užití experimentálního léku na covid-19 remdesivir americké firmy Gilead v ČR. Lék se bude podávat pouze pacientům, kteří mají závažnější průběh nemoci.
Lékaři a sestřičky začínají hlasitě varovat před tím, že vláda nedokázala zajistit do nemocnic potřebné ochranné vybavení. Investigativní web Neovlivní.cz přinesl rozhovor s jedním z distributorů, který za viníky kritického stavu označil premiéra Andreje Babiše. Jeho slova následně potvrdili i zástupci nemocnic.
V průmyslové zóně v Lovosicích bylo zabaveno 680 000 roušek a 28 000 respirátorů, u nichž podle úřadů hrozil vývoz do zahraničí.
Středa 18. března
Vláda s platností od půlnoci ze středy na čtvrtek vyhlásila zákaz vycházení bez ochrany obličeje (tedy povinné zakrytí nosu a úst rouškou, šátkem či šálou). Oproti předcházejícím opatřením byla zakázána přítomnost otců u porodu.
Do Česka dorazila z Číny zásilka 150 000 rychlotestů na koronavirus. Další zásilky zdravotnického materiálu jako respirátory, roušky či ochranné obleky mají dorazit letecky v nejbližších dnech.
Česká vláda plánuje uvolnit jako přímou podporu podnikatelům 100 miliard korun, dalších až 900 miliard pak mohou tvořit záruky.
Počet osob ve vážném stavu se zvýšil ze tří na pět.
Čtvrtek 19. března
Otevírací doba obchodů pouze pro osoby starší 65 let (a jejich doprovodu, držitelů průkazu ZTP/P starších 50 let a jejich doprovodu) se změnila na od 7.00 až do 9.00.
Náměstek ministra zdravotnictví a předseda Ústředního krizového štábu Roman Prymula zveřejnil v České televizi svůj odhad, že v polovině dubna 2020 může být v Česku až 15 000 případů nákazy novým koronavirem. Uvedl, že nemocnice mají pro nejvážnější případy dohromady 800 lůžek a kapacity je možné navýšit až na 1500. „Přes tuto kapacitu bychom už měli vážné problémy a věříme, že se na ně nedostaneme.“ Tato lůžka by měla být vybavena pro nasazení elektronicky řízených plicních ventilátorů s přívodem kyslíku. Podle prohlášení ministerstva zdravotnictví je takto vybaveno asi 3500 lůžek akutní péče. 
Pátek 20. března
Předseda Ústředního krizového štábu Roman Prymula kategoricky vyloučil, že by v budoucnu byly uzavírány do karantény větší celky jako je Praha. Možnost zákazu vycházení, kterou vyslovil předchozího dne, označil za zcela krajní řešení, které v současné i dohledné době nijak nepředpokládá. Doporučil používání textilních roušek. Roušky letecky dodané z Číny má ministerstvo vnitra distribuovat z policejních skladů v Pardubicích, ministerstvo zdravotnictví ze skladu v Sedlčanech. Znovu vyzval veřejnost, aby o víkendu nevyjížděla mimo své město a pokud přesto do venkovských sídel zamíří, aby se nestýkala s místními lidmi a nechodila do místních obchodů. Konstatoval, že štáb přezkoumal technické vybavení zdravotnického systému a že máme poměrně vysoký počet ventilátorů, další dokoupíme až do výše 400, a zmínil, že bude třeba přeškolovat zdravotní sestry. Na pondělí přislíbil Prymula první predikce dalšího vývoje, které dosud kvůli nedostatku dat nebyly možné. Oznámil, že na ministerstvu zdravotnictví bude zřízen operativní velín, který bude shromažďovat informace o kapacitách zdravotnického systému.
Přetrvávají zmatky ohledně toho, zda lidé z měst mohou svými automobily dojíždět na své chaty. Zatímco ministerstvo zdravotnictví uvedlo, že ti, kteří nepociťují žádné příznaky, na chaty vycestovat mohou za předpokladu, že v místě setrvají v uzavřeném prostoru rekreačního objektu a budou minimalizovat kontakt s okolím, ministr vnitra od takových cest odrazoval a hrozil policejními kontrolami. Mluvčí policejního prezidia David Schön uvedl, že policie nemá v úmyslu kontroly provádět preventivně, ale pravděpodobně přibudou oznámení ze strany obyvatel malých obcí, kteří se obávají zavlečení nákazy z velkých měst. Premiér Andrej Babiš podotkl, že omezení volného pohybu se vztahuje i na chataření, což podle něj znamená, že by lidé měli zůstávat ve svých chatách či chalupách a vycházet jen ve stejných případech, za jakých by vycházeli ze svých domovů.
Maďarsko zabavilo na letišti v Budapešti zásilku půl milionu roušek pro Moravskoslezský kraj od výrobce z Indie. Ukázalo se, že část zdravotnického materiálu zabaveného v úterý v Lovosicích státem a Ústeckým krajem, byla součástí daru Červeného kříže v čínském městě Čching Tchien čínským krajanům v Itálii. Ministr vnitra Jan Hamáček vyjádřil nad nedorozuměním lítost s tím, že se s čínskou stranou dohodne na způsobu řešení celé záležitosti. Jak upozornil web Neovlivni.cz stalo se tak poté, co se o případ začali zajímat novináři. Hejtman ústeckého kraje Bubeníček navíc pro Neovlivni.cz prohlásil: “Pro nás je to také humanitární pomoc. Hospodářské noviny následně uvedly, že Česko si nakonec roušky a respirátory může nechat a Číňané pošlou do Itálie novou zásilku.“

### Třetí dekáda
Sobota 21. března

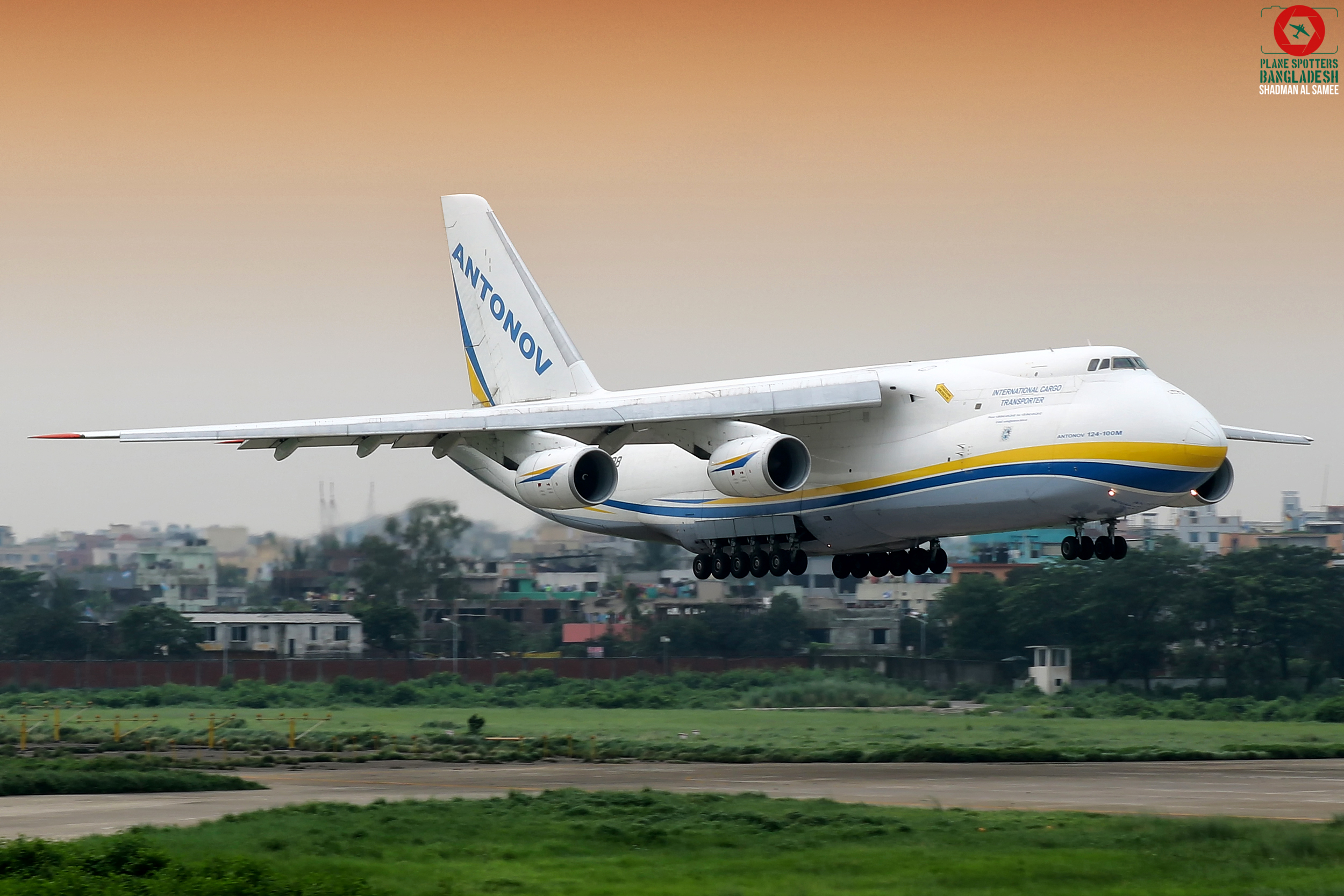
Antonov An-124 (UR-82008) společnosti Antonov Airlines, který dopravil 22. března 2020 do ČR zásilku roušek a respirátorů

Před půlnocí ze soboty na neděli přistál ve vojenské části letiště v Pardubicích velkokapacitní ukrajinský dopravní letoun An-124 Ruslan (UR-82008), najatý Českem prostřednictvím NATO, který přivezl z Číny 100 tun zdravotnického materiálu: roušky, respirátory, ochranné obleky, ochranné brýle a testy na koronavirus. Distribuci bude mít na starosti Hasičský záchranný sbor. Roušky a další ochranné pomůcky by v nadcházejících šesti týdnech měla přivážet tři letadla týdně, přičemž Česko by mělo zaplatit přes tři miliardy korun.
Neděle 22. března
Ve večerních hodinách bylo oznámeno první úmrtí člověka nemocného covidem-19 v Česku. Jde o 95letého muže, který byl hospitalizován v Praze v nemocnici Na Bulovce na standardním lůžku bez plicní ventilace či mimotělního oběhu; měl řadu dalších zdravotních problémů, kterými dlouhodobě trpěl. Příčinou smrti však podle lékařů bylo celkové vyčerpání organismu, náměstek Prymula pak prohlásil, že zemřel spíše s koronavirem než na koronavirus.
Pondělí 23. března
Vláda prodloužila platnost opatření omezujících volný pohyb osob do 1. dubna. Nejméně do té doby zůstanou zavřené i restaurace a většina obchodů. Pokud chtějí přeshraniční pracovníci (pendleři) nadále pracovat v zahraničí, mají si tam zajistit ubytování. Vláda to doporučuje na tři týdny. Po návratu ale budou v karanténě. Tento režim platí pro hranice s Německem a Rakouskem.
Schválen byl rovněž balíček ekonomických opatření.
Ministr školství Robert Plaga počítá s návratem žáků a studentů do škol nejdříve v půlce května. Se zkrácením letních prázdnin se však nepočítá. Pokud se školy otevřou do 1. června 2020, budou maturity probíhat sice ve zjednodušené, ale obdobné podobě jako každý rok. V opačném případě by maturitní vysvědčení muselo být vystaveno na jiném základě, například dle studijních výsledků žáka z posledních tří vysvědčení. Konkrétní termín jednotné přijímací zkoušky na střední školy má být v roce 2020 jen jeden, stanovený MŠMT. Obsah a forma přijímací zkoušky se nezmění a stejně tak zůstanou beze změny kritéria přijímání stanovená ředitelem školy.
Byl vyléčen další, celkem sedmý pacient.
Úterý 24. března

Srovnání počtu nakažených nemocí covid-19 na 1 mil. obyvatel v březnu 2020

Zemřeli další dva lidé nakažení covidem-19 – 45letý muž z Havířova, který zároveň trpěl pokročilým stádiem rakoviny, a 71letá žena z Prahy.
Středa 25. března
Zemřeli další tři pacienti s nemocí covid-19. Všichni měli i jiné onemocnění, které jejich stav komplikovalo.

## Duben 2020

### 1. dubna
Roman Prymula oznámil přípravu testování reprezentativního vzorku populace, 5 000 obyvatel Prahy. Testem se má zjistit skutečný podíl nakažených obyvatel. Současně oznámil plošné testování na Litovelsku, které bylo v karanténě.

### 7. dubna
Poslanecká sněmovna schválila vládě prodloužení nouzového stavu do 30. dubna 2020.

### 14. dubna
Vláda ČR vytvořila harmonogram otevírání provozoven.
- 1. vlna, 20. dubna
  - Řemesla s provozovnou
  - Farmářské trhy
  - Autobazary a autosalóny
  - Venkovní tréninkové aktivity profesionálních sportovců s vyloučením veřejnosti v menších skupinách za přesně definovaných podmínek, sportovci s profesionální smlouvou, vrcholoví sportovci MO – AČR a MV ČR)
  - Svatby do 10 lidí za specifických hygienických podmínek

- 2. vlna, 27. dubna
  - Provozovny do 200 m2, pokud nejsou v nákupních centrech nad 5 000 m² (netýká se provozoven, které budou otevírány v dalších etapách)

- 3. vlna, 11. května
  - Provozovny do 1 000 m2, pokud nejsou v nákupních centrech nad 5 000 m² (netýká se provozoven, které budou otevírány v dalších etapách)
  - Autoškoly
  - Posilovny a fitness centra bez využití zázemí (sprchy, šatny)

- 4. vlna, 25. května
  - Restaurace, hospody, bufety, kavárny, vinotéky, pivotéky s prodejem přes výdejní okénko a v rámci venkovních (letních) zahrádek
  - Holičství a kadeřnictví, pedikúry, manikúry, solária, kosmetické, masérské, regenerační nebo rekondiční služby
  - Muzea, galerie a výstavní síně
  - Zoologické zahrady (pouze venkovní výběhy)

- 5. vlna, 8. června
  - Všechny provozovny v nákupních centrech
  - Provozovny nad 1 000 m2, které nejsou v nákupních centrech
  - Restaurace, hospody, bufety, kavárny, vinotéky, pivotéky – vnitřní prostory
  - Hotely a další ubytovací zařízení (včetně jejich restaurací a kaváren)
  - Taxislužby (dosud nepovolené)
  - Živnosti, při kterých je porušována integrita kůže (tetování, piercing)
  - Divadla, zámky, hrady a ostatní kulturní aktivity za přesně definovaných podmínek
  - Hromadné akce s odstupňovaným počtem účastníků
  - Kulturní, společenské, sportovní akce (do 50 osob)
  - Zotavovací akce apod. pro děti do 15 let věku
  - Další včetně opatření v cestovním ruchu
  - Svatby za specifických hygienických podmínek
  - Zoologické zahrady (včetně vnitřních prostor)[79]

### 20. dubna

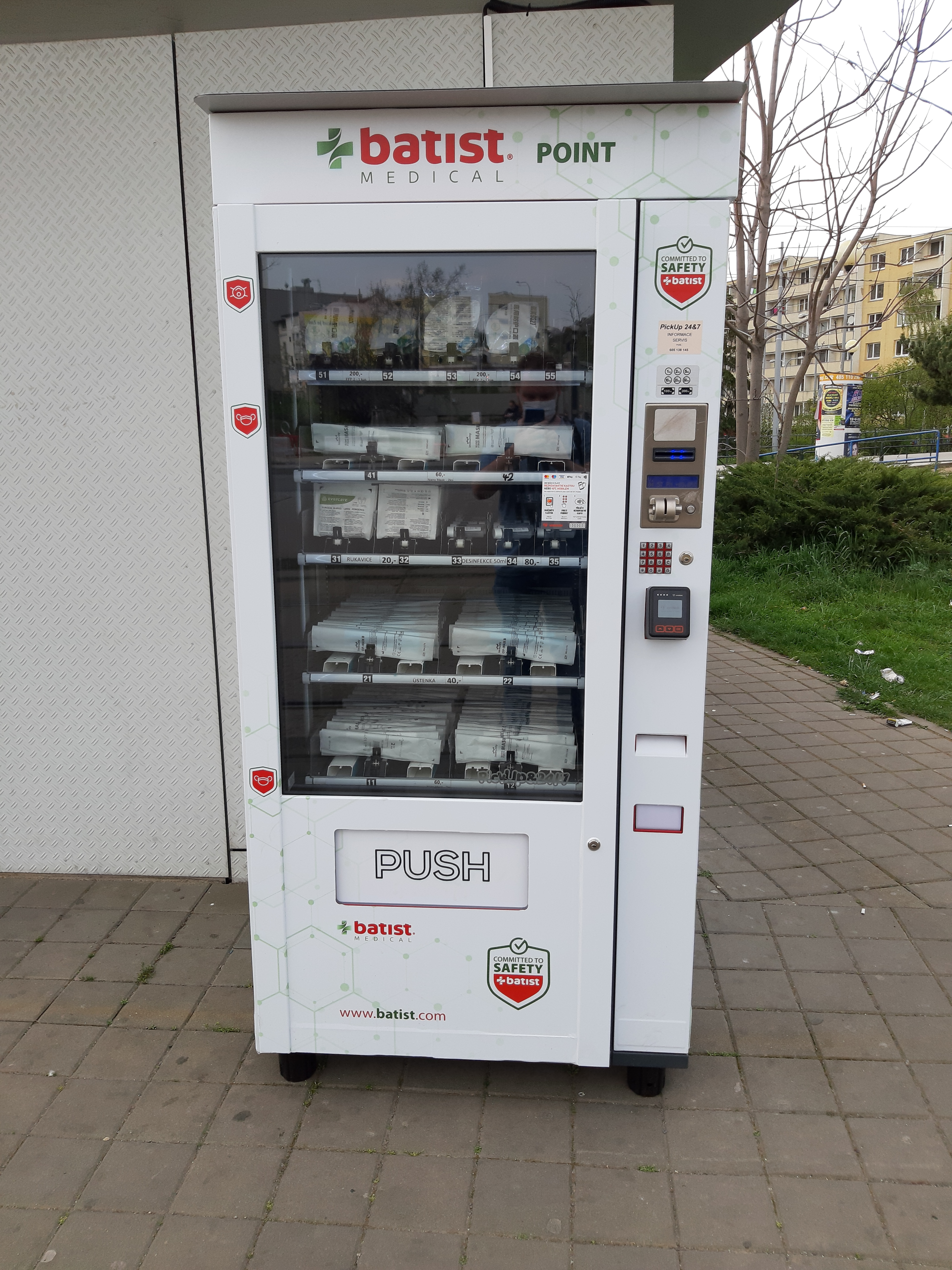
Automat nabízející roušky, respirátory a rukavice. Stará osada, Brno (18. dubna 2020)

Došlo k prvnímu ze čtyř uvolnění karanténních opatření podle Harmonogramu uvolňování podnikatelských a dalších činností. Jednalo se např. o znovuotevření řemesel s provozovnou či farmářských trhů.

### 24. dubna
Vláda vydala revidovaný Harmonogram uvolnění podnikatelských činností, který byl oproti předchozí verzi o dva týdny zkrácen s konečným datem 25. května 2020. Rozvolnění ve školách a školských zařízeních rozvolnění v oblasti sociálních služeb zůstala plánováno do června včetně.

### 28. dubna
Poté, co pražský městský soud zrušil opatření Ministerstva zdravotnictví související s pandemií a vydaná podle zákona o ochraně veřejného zdraví, požádala vláda o prodloužení nouzového stavu, aby zrušená opatření mohla být přijata vládou v jeho rámci. Poslanecká sněmovna schválila prodloužení nouzového stavu do 17. května 2020.

### 29. dubna
Po testování metody bylo oznámeno, že tzv. chytrá karanténa zahájí svou ostrou fázi 1. května.

### 30. dubna
S platností od 11. května byl např. oznámen dobrovolný návrat žáků 9. tříd do škol, kvůli přípravě na přijímací zkoušky na střední školy, a provoz divadel, kin apod. do 100 diváků.

## Květen 2020

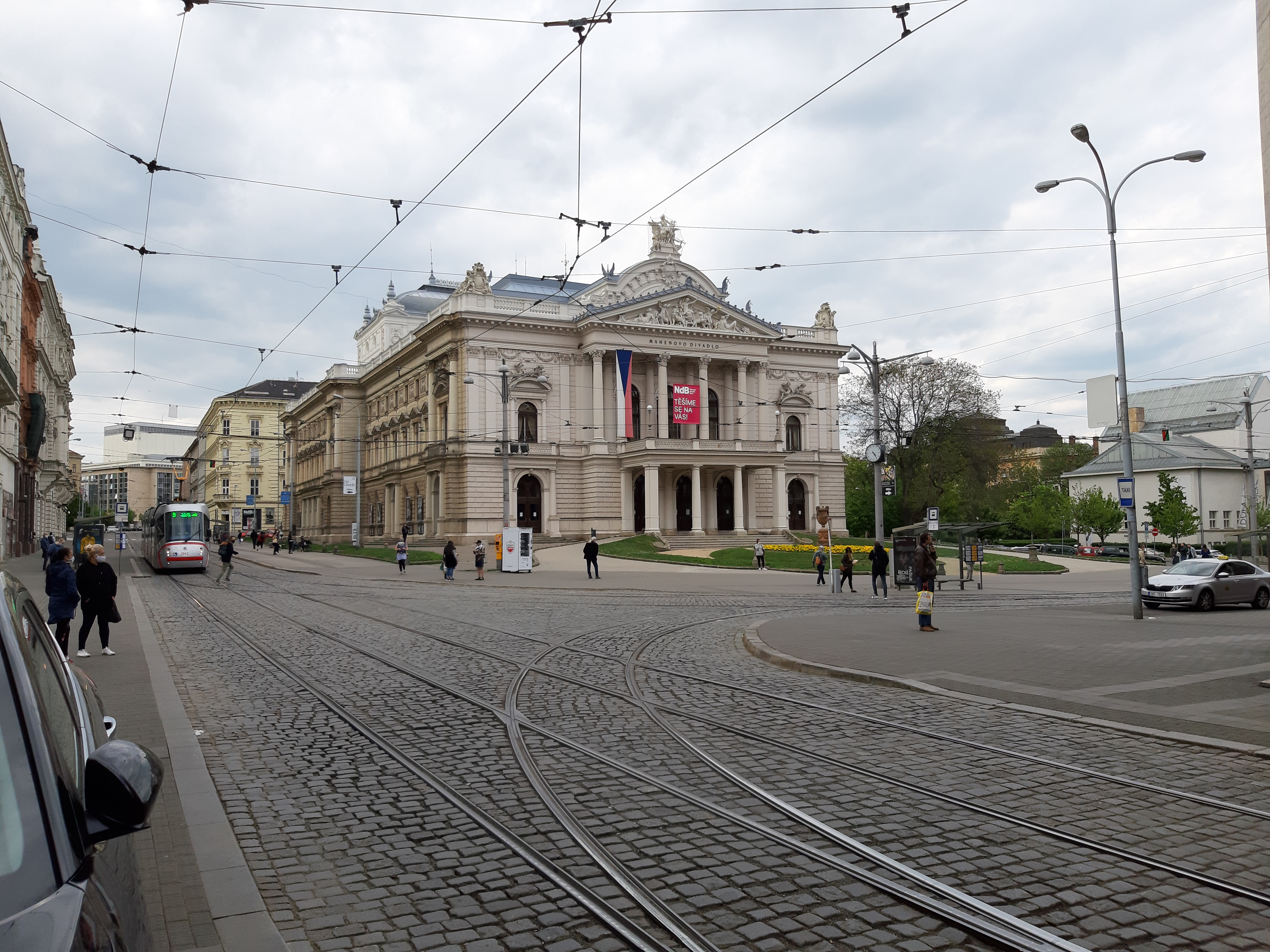
TĚŠÍME SE NA VÁS! - Mahenovo divadlo v Brně, v časech pandemie (4. května 2020)

Přelom dubna a května – počet zotavených z covidu-19 začal trvale převyšovat počet aktivních případů.

### 11. května
Povoleny byly hromadné akce s účastí do 100 osob. Otevřena kadeřnictví, provozovny v nákupních centrech nad 5000m2 a provozovny nad 2500m2 mimo nákupní centra.

### 25. května
Otevření vnitřních prostorů např. kaváren, restaurací, zoologických zahrad, hradů a zámků. Povoleny hromadné akce do účasti 300 osob (ve vnitřních i venkovních prostorech).
Opatření Vlády ČR se týkala omezení volného pohybu, vstupu do České republiky a opatření na vzdušné hranici, v oblasti maloobchodu a služeb, v oblasti školní docházky, v sociální oblasti, v oblasti zdravotnictví a vězeňské služby.

## Červen a červenec 2020
Na počátku léta 2020 došlo k opětovnému zvýšení počtu nakažených onemocněním covid-19. Dne 19. července bylo evidováno 4764 aktuálně nakažených, což bylo nejvíc od počátku šíření epidemie v Česku. Podle epidemiologa Romana Prymuly a dalších odborníků je ale tento nárůst způsoben především důkladnějším testováním a neznamená příchod druhé vlny pandemie. Počet nakažených vyžadujících hospitalizaci zůstal i nadále nízký (131 hospitalizovaných, z toho asi 10 vážných případů vyžadujících plicní ventilaci nebo mimotělní oběh, oproti 436 hospitalizovaným, z toho zhruba 100 pacientů ve vážném stavu, v době vrcholící epidemie v polovině dubna). Počet aktuálně nakažených pak rychle stoupal až do 26. července, kdy Ústav zdravotnických informací a statistiky zveřejnil opravu vlastních statistik počtů zotavených a aktuálně nemocných osob, a to zpětně až do května. Důvodem ke změně oficiálních statistik bylo, že hygienici prý několik týdnů nestíhali vyřadit z evidence již uzdravené osoby. Počet aktuálně nakažených tak byl snížen z 5 254 na 3 479.

## Srpen 2020

### 17. srpna
Stát oznámil, že od 1. září 2020 bude v Česku platit povinnost nosit roušky ve veřejných vnitřních prostorách, v prostředcích dopravy a na vnitřních hromadných akcích.

### 19. srpna
Stát vyhlásil zpřísnění pravidel ohledně roušek. Roušky se měly nosit od 1. září například také v kadeřnictvích a restauracích. Předpokládalo se, že opatření budou trvat do března 2021.[zdroj?]

### 20. srpna
Stát přijal mírnější pravidla, jako že roušky budou od září povinně všude na úřadech a orgánech veřejné správy, ve zdravotních a sociálních zařízeních a všude ve veřejné dopravě.[zdroj?]

### 21. srpna
Přibylo 506 nových případů koronaviru, což byl do té doby nejvyšší denní přírůstek v ČR.[zdroj?]

### 28. srpna
Hygienici zařadili Prahu do oranžového, tedy druhého stupně rizika nákazy koronavirem. Budou tak povinné roušky na letišti Václava Havla. Školám následně bylo doporučené nošení roušek na jejich společných prostorách, stále ale nebyly povinně zavedené. Do prvního stupně, zelené barvy, hygienici zařadili 4 okresy: Kolín, Příbram, Žďár nad Sázavou a Brno-město.

## Září 2020

### 2. září
Přibylo 650 nových případů koronaviru, do tohoto dne nejvíce od začátku epidemie v ČR. Za poslední měsíc se také zdvojnásobil počet těžce nemocných lidí s covidem-19.

### 4. září
Přibylo 798 nových případů koronaviru, do tohoto dne nejvíce od začátku epidemie v ČR. Epidemiolog Roman Prymula uvedl, že Česko by mělo mít od října rychlejší test na koronavirus ze slin. Výsledek by byl zhruba za 45 minut. Do zelené barvy, prvního stupně, hygienici zařadili nově 8 okresů: Hodonín, Beroun, Kladno, Mělník, Praha-východ, Praha-západ, Třebíč a Blansko. Ze zelené zóny naopak oproti minulému týdnu vypadly okresy Žďár nad Sázavou a Brno-město, riziko nákazy je v nich nyní podle hygieniků zanedbatelné stejně jako ve zbylých částech ČR.

### 8. září
V ČR přibylo poprvé od začátku epidemie více než 1 000 nových případů, a to 1 164 nových případů koronaviru, do tohoto dne nejvíce od začátku epidemie v ČR.

### 9. září
Od tohoto dne jsou v Praze povinné roušky v obchodech a nákupních centrech. Od půlnoci do šesté hodiny ranní jsou uzavřené provozovny stravovacích služeb, včetně barů a nočních klubů.

### 10. září
Lidé jsou povinni nosit roušky ve vnitřních prostorách budov po celém Česku. Oznámil to ministr zdravotnictví Adam Vojtěch ve středu 9. září. Mimořádné opatření Ministerstva zdravotnictví vymezuje řadu výjimek z této povinnosti obdobně jako na jaře, a to např. u osob s postižením intelektu či poruchou autistického spektra, u dětí do dvou let, v případě škol budou roušky povinné všude kromě samotných tříd. V tento den také přibylo 1 382 nových případů koronaviru, do tohoto dne nejvíce od začátku epidemie v ČR.

### 11. září
Hygienici zařadili vedle Prahy do oranžové barvy, tedy do druhého stupně, nově okresy Beroun, Kladno, Kolín, Praha-východ a Uherské Hradiště. Do zelené barvy, prvního stupně, hygienici zařadili nově 34 okresů: Benešov, Kutná Hora, Mladá Boleslav, Nymburk, Rakovník, České Budějovice, Český Krumlov, Písek, Strakonice, Tábor, Plzeň-město, Plzeň-jih, Rokycany, Cheb, Karlovy Vary, Sokolov, Litoměřice, Louny, Jablonec nad Nisou, Liberec, Semily, Hradec Králové, Náchod, Trutnov, Chrudim, Pardubice, Svitavy, Jihlava, Pelhřimov, Žďár nad Sázavou, Brno-město, Brno-venkov, Olomouc a Prostějov. V tento den také přibylo 1 447 nových případů koronaviru, do tohoto dne nejvíce od začátku epidemie v ČR; otestováno bylo 18 204 lidí, nejvíce od začátku epidemie v ČR. Evoluční biolog a parazitolog Jaroslav Flegr uvedl coby možný počet v budoucnu na covid-19 zemřelých v Česku 50 000 úmrtí, což při populaci 10,69 milionu dává 4 677 zemřelých na milion obyvatel. Pro srovnání, nejvyššího počtu v Evropě dosáhla Belgie s 868 zemřelými na milion obyvatel, nepočítáme-li velmi malé státy jako San Marino.

### 13. září
Roman Prymula v Otázkách Václava Moravce uvedl, že probíhá druhá vlna epidemie. Také dodal, že Česko je třetí nejzasaženější zemí EU.

### 17. září
Přibylo 3 130 nových případů koronaviru, do tohoto dne nejvíce od začátku epidemie v ČR. Ministr zdravotnictví Adam Vojtěch oznámil, že se v brzké době dál zpřísní opatření proti epidemii. Povinnost nošení roušek se může vrátit i venku, dál se mohou omezit kapacity vnitřních akcí, například ze 100 na 50 lidí. Rovněž se mohou omezit sociální kontakty zajištěním rozestupů, například v restauracích.

### 18. září
Hygienici zařadili Prahu do červeného, tedy třetího a nejvyššího stupně rizika nákazy koronavirem. Od šesti večer začal v Praze platit zákaz návštěv v nemocnicích a sociálních zařízeních. Hygienici ve Středočeském kraji rozhodli, že od pondělí budou povinné roušky na hromadných venkovních akcích, kde bude ve stejný čas více než 100 lidí. Výjimky se opět vztahují na děti do dvou let, osoby se sníženým intelektem, atd. Do oranžové barvy, druhého stupně, hygienici zařadili nově okresy Cheb, Příbram, Mělník, Praha-západ a Nymburk. Do zelené barvy, prvního stupně, hygienici zařadili nově 20 okresů: Tachov, Domažlice, Plzeň-sever, Klatovy, Most, Teplice, Ústí nad Labem, Děčín, Česká Lípa, Jičín, Havlíčkův Brod, Ústí nad Orlicí, Šumperk, Přerov, Ostrava-město, Znojmo, Břeclav, Vyškov, Kroměříž a Zlín.

### 21. září
Na vysokých školách v Praze byla zavedena distanční výuka s výjimkou praktické výuky. V Praze a Středočeském kraji je povinnost nosit ochranu úst a nosu i venku. Praha po aktualizaci tzv. koronavirového semaforu podle rizika nákazy zůstává v červeném stupni, tedy v třetím a nejvyšším. Do oranžové barvy, druhého stupně, hygienici zařadili nově 18 okresů: Plzeň-město, Ústí nad Labem, Ostrava-město, Děčín, Litoměřice, Teplice, Brno-město, Zlín, Chrudim, Pardubice, Havlíčkův Brod, Brno-venkov, Benešov, Mladá Boleslav, Svitavy, Hodonín, Kroměříž a Plzeň-jih. Do zelené barvy, prvního stupně, spadají nyní okresy: Most, Ústí nad Orlicí, Klatovy, Kutná Hora, České Budějovice, Prachatice, Tábor, Domažlice, Plzeň-sever, Rokycany, Karlovy Vary, Louny, Jablonec nad Nisou, Liberec, Semily, Hradec Králové, Jičín, Náchod, Jihlava, Třebíč, Žďár nad Sázavou, Blansko, Znojmo, Olomouc, Prostějov, Šumperk, Bruntál, Nový Jičín, Opava, Rakovník, Jindřichův Hradec, Písek, Chomutov, Česká Lípa, Rychnov nad Kněžnou, Trutnov, Pelhřimov, Břeclav, Vyškov, Jeseník, Přerov, Vsetín, Frýdek-Místek, Karviná, Český Krumlov, Strakonice, Sokolov a Tachov. Žádný okres v Česku už nemá bílou barvu, která znamená nulové nebo zanedbatelné riziko nákazy.

### 25. září
Ministerstvo vydalo aktualizaci tzv. koronavirového semaforu. Většina okresů je nyní oranžová, což značí druhý stupeň rizika. Praha zůstává červená, tedy třetí a nejvyšší stupeň, zhruba 20 okresů je zelených v prvním stupni.

### 30. září
Vláda vyhlásila na území České republiky nouzový stav od 5. října 2020 na dobu 30 dnů.
Na jednání vlády schválena opatření, která začnou platit 5. října 2020:
- zakazují se hromadné akce nad 10 osob ve vnitřních prostorech a nad 20 osob ve vnějších prostorech
- zakazují se koncerty, divadelní představení a jiná umělecká představení a slavnosti, při kterých se převážně zpívá, včetně zkoušek
- při divadelních představeních maximální počet účastníků 500, musí být dodrženy rozestupy, každý návštěvník musí mít místo k sezení, nesmí se při představení prodávat jídlo a pití
- na sportovních akcích může být maximálně 130 osob
- při bohoslužbách maximálně 100 osob a každá musí mít místo k sezení
- uzavření restaurací od 22:00 do 06:00 hodin
- v restauracích může být maximálně tolik osob, jako je míst k sezení a musí dodržovat rozestupy

## Říjen 2020

### 2. října
Ministerstvo aktualizovalo koronavirový „semafor“, červeně se zbarvily nově okresy Uherské Hradiště, Praha-západ a Praha-východ, Praha zůstává také červená. Do oranžového stupně spadá dalších 55 okresů

### 5. října
Vstupují v platnost opatření schválená na jednání vlády dne 30. září 2020
V oranžových okresech přecházejí střední, vyšší odborné a vysoké školy na distanční výuku. Opatření vydává příslušná KHS.

### 8. října
Vláda vyhlásila nová opatření:
- Školy (platí od 12. října 2020):
  - 2. stupeň základních škol přechází na „turnusovou výuku“ - polovina žáků se bude učit doma, polovina ve škole a tyto skupiny se budou střídat po týdnu
  - uzavírají se střední, vyšší odborné a vysoké školy (dosud byly uzavřené na základě opatření KHS jen v určitých regionech) další aktivity mimo praxe zdravotnických oborů
  - zakazují se ostatní mimoškolní aktivity (kroužky...)
- Kultura (platí od 12. října 2020):
  - ruší se veškeré kulturní akce
  - náboženské akce jsou omezeny na maximálně 10 osob
- Sport (platí od 12. 10. října 2020)
  - zakazují se veškeré profesionální i amatérské soutěže
  - zavírají se všechny vnitřní sporotviště
  - na vnějších sportovištích možno maximálně 20 osob
- Obchody a služby (platí od 9. října 2020):
  - v nákupních centrech se zakazuje Wi-Fi
  - zkrácení otvírací doby restaurací do 20:00 hodin
  - v restauracích maximálně 4 lidi u stolu a povinné odstupy alespoň 1,5 m
  - zákazníci se po obchodech mohou pohybovat maximálně po dvou
  - zakazují se fitness centra, bazény, posilovny, wellness a zoologické zahrady
  - zákaz návštěvy muzeí, galerií, výstav, hradů, zámků... atd.

### 9. října
Začíná platit opatření přijatá na jednání vlády dne 8. října 2020
Koronavirový semafor je nově rozčleněn pouze po krajích a zcela z něj zmizela zelená barva. Červenou barvu mají kraje Praha, Středočeský, Jihomoravský, Zlínský a Královéhradecký, ostatní jsou zbarveny oranžově.

### 12. října
Začínají platit opatření schválená na jednání vlády dne 8. října 2020
Po jednání vlády jsou přijata následující opatření, platná jsou od 14. října 2020:
- zákaz konzumace alkoholu na veřejně přístupných místech
- uzavření restaurací, barů a klubů
- všechny školy s výjimkou mateřských přecházejí na distanční výuku
- omezení shromažďování na maximálně 6 osob
- povinné roušky na zastávkách veřejné dopravy

### 14. října
Začínají platit opatření přijatá na jednání vlády dne 12. října 2020

### 16. října
Denní přírůstek nakažených poprvé překročil 10 000, přibilo 11 104 potvrzených testů.

### 17. října
Po týdnu byl opět aktualizován semafor, koronavirus se komunitně šíří již v devíti krajích - nově v Moravskoslezském, Jihočeském, Karlovarském a na Vysočině

### 19. října
Po jednání vlády byla přijata následující opatření, platící od 21. října 2020 0:00:
- povinnost nosit roušky na všech veřejně přístupných místech v zastavěném území obce, nejsou-li dodrženy rozestupy alespoň 2 metry
- povinnost nosit roušky v autě, pokud nejede řidič sám nebo se členy společné domácnosti

### 21. října
Vláda vyhlásila nová opatření proti koronaviru, platit začnou 22. října 2020 v 6:00:
- omezení pohybu - výjimkou jsou cesty z/do práce, nákupy, cesty za rodinou a k lékaři
- uzavření maloobchodu a služeb - s výjimkou prodejen základního sortimentu (potraviny, drogerie, lékárny...)
- omezení kontaktu se státní správou - úřady budou otevřené pět hodin dvakrát v týdnu

### 22. října
Od 6:00 začínají platit nová opatření, které vyhlásila vláda 21. října 2020

### 23. října
Počet osob zemřelých s koronavirem překročil 2 000, ke 23. říjnu jich bylo 2 074.

### 24. října
Nový nejvyšší víkendový přírůstek, za sobotu přibylo 12 472 nakažených.

### 26. října
Na koronavirovém semaforu je již celá republika zbarvena červeným - nejvyšším stupněm nebezpečí
Vláda rozhodla o dalším zpřísnění opatření proti šíření koronavirové nákazy, opatření začnou platit od 28. října 2020:
- zákaz vycházení mezi 21:00 a 04:59 hodin; výjimku mají lidé cestující z/do práce, na nutné ošetření nebo při venčení psa do 500 m od bydliště
- obchody musí být v neděli zavřené zcela (neplatí pro lékárny a čerpací stanice), v ostatní dny pak mezi 20:00 a 05:00 hodin

### 27. října
Nový rekordní přírůstek nakažených - během jediného dne přibylo v Česku 15 663 nakažených. Zároveň bylo také provedeno nejvíce testů - 47 718.

### 28. října
Přibylo 12 977 potvrzených případů koronaviru, to je největší přírůstek ve volném dni od začátku pandemie.
Začínají platit nová opatření vyhlášená Vládou dne 26. října 2020

### 30. října
Poslanecká sněmovna schválena prodloužení nouzového stavu o 17 dní, tedy do 20. listopadu 2020
Počet zemřelých s nákazou koronavirem překročil 3 000, ke 30. říjnu jich je 3 147. 

## Listopad 2020

### 1. listopadu
Česko mělo nejvíce úmrtí za uplynulý týden v přepočtu na počet obyvatel na celém světě, ze všech zemí.

### 13. listopadu
Ministr zdravotnictví Jan Blatný představil nový protiepidemický systém (PES). Jeho rizikové skóre bude zveřejňováno na webu ministerstva zdravotnictví každý den. Systém podle čtyř epidemických parametrů obsahuje rizikové skóre na škále 0 až 100. Tímto číslem se buď celé Česko, nebo každý kraj zařadí do jednoho s pásem, která určují jednotlivá opatření pro většinu oblastí života.

### 18. listopadu
Od tohoto dne platilo v obchodech omezení počtu lidí. Jedna osoba pro sebe musela mít prostor 15 metrů čtverečních. Nařízení je součástí nového protiepidemického systému (PES).
Současně se do základních škol vrátili žáci prvních a druhých ročníků. Zrušeny však byly hodiny tělesné výchovy a zpěvu.

### 19. listopadu
Dne 19. listopadu bylo oznámeno, že se žáci závěrečných ročníků středních škol vrátí do škol 25. listopadu a 30. listopadu se vrátí žáci 2. stupně.